# 老抹布山
老抹布山（英语：Old Rag Mountian）是一座弗吉尼亚州麦迪逊县高3,284英尺（1,001）的山。该山是蓝岭山脉的一部分，位于仙纳度国家公园内，是公园内最受欢迎的远足目的地。 
与蓝岭山脉的大多数山形成鲜明对比的是，老抹布山有一个裸露的岩石山顶。

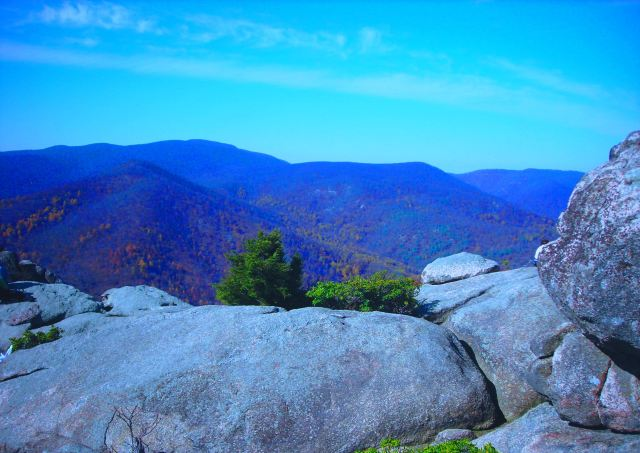
老抹布山山顶眺望

## 地质学
老抹布山由老抹布花岗岩支撑，该花岗岩因其在山上无处不在而得名，大约在十亿年前的格林维尔造山运动中形成。在卡托克丁形成期间的格伦维尔造山运动之后约4亿年，巨神海形成期间发生了玄武岩浆的沉积，在花岗岩上形成了一层绿岩。其次是韦弗顿地层，哈珀斯地层和安提塔姆地层，其中沙子和岩石沉积在海底，形成石英岩和砂岩沉积物。最终，有孔虫的壳和骨骼沉积一段时间导致了一层石灰岩的沉积。大约700万年格伦维尔造山运动之后，巨神海开始关闭导致阿勒格尼造山运动时的老抹布花岗岩岩层沉积在它被向西，最终运推力达在它周围的石灰岩床，形成老抹布山和蓝岭山脉。 

## 娱乐

### 远足
可通过仙纳度国家公园的步道系统前往老抹布山的山顶。最短的，最常见的方式是从麦迪逊县SR 601终点附近的下界的停车区出发，该路线位于山脚处的弗吉尼亚州231号公路旁。 9-英里（14.5-）远足或5.4-英里（8.7-）可以进行到顶峰的往返旅行。巡回赛利用山脊步道（Ridge Trail）上山1.6英里（2.6） 。然后，这条小径变成了一块乱石，对于没有经验的徒步旅行者来说，这可能是艰苦的，长达1.1英里（1.8）到达山顶，并与下降1.9英里（3.1）的Saddle Trail交汇处沿着山脊的鞍座，经过伯德鸟巢避难所和老抹布山避难所，到达与威克利霍洛消防路的交界处。然后，沿老抹布山消防路下降2.5英里（4.0）到老抹布山停车区。
老抹布山上层停车场于2010年禁止公共车辆通行。现在，停车位仅限于较低的野外停车区，增加了0.9-英里（1.4-）在沥青上行走。

也可以从有名的天际线大道（Skyline Drive）到达山顶，方法是沿着老抹布山消防路（Road Rag Fire Road）从43英里的公路驶入，到达其马鞍峰步道（Saddle Trail）的东端，然后沿着那条步道到达山顶。 

### 攀岩
老抹布山是大西洋中部地区攀岩的独特目的地。其大量的花岗岩暴露为攀岩者提供了与内华达山脉，优胜美地，北卡罗来纳州和新罕布什尔州的花岗岩类似的体验。
爬升范围是50和100英尺（15和30）的长度，难度范围从初学者到专家（在优胜美地十进制系统上为5.4-至5.12+）。

### 抱石
老抹布山有一个未开发的抱石区。 但是，由于老抹布山山顶充满岩石，因此沿途一直可以抱石。